# 赵世杰
赵世杰（1990年8月19日—）），是一名中华民国举重运动员，身高1.88米。2010年，在广州亚运会中以380千克获得男子105公斤以上级举重第9名。